# Полом (Кезький район)
Поло́м (рос. Полом) — село в Кезькому районі Удмуртії, Росія.
Населення — 309 осіб (2010; 378 в 2002).
Національний склад станом на 2002 рік:
- удмурти — 83 %

Урбаноніми:
- вулиці — Верещагіна, Єсипова, Кірова, Ключова, Косолапова, Молодіжна, Нагірна, Праці, Центральна
- провулки — Шкільний

## Відомі люди
В селі народився відомий удмуртський письменник та етнографіст Верещагін Григорій Єгорович.